# Makalata armata
Espèce
Statut de conservation UICN

 LC  : Préoccupation mineure
Makalata armata est un rongeur de la famille des Echimyidae qui se rencontre en Bolivie, au Brésil, au Guyana, en Guyane, au Suriname et au Venezuela. 
La taxinomie de l'espèce varie encore selon les auteurs. En 1993 Louise Emmons modifie son classement au sein du genre Makalata, estimant que la description du spécimen type correspondait en fait à un jeune spécimen de Makalata didelphoides et non pas à celui d'une espèce différente.